# Ghilarovia kygae
Ghilarovia kygae är en mångfotingart som beskrevs av Gulicka 1972. Ghilarovia kygae ingår i släktet Ghilarovia, ordningen vinterdubbelfotingar, klassen dubbelfotingar, fylumet leddjur och riket djur. Inga underarter finns listade i Catalogue of Life.